# Lovrenc Čadež
Lovrenc Čadež (tudi Zadesius), slovenski duhovnik, teolog, profesor in humanist, * 16. stoletje, Škofja Loka, † 13. marec 1582, Bavarska, Nemčija.

## Življenje in delo
Na Dunaju in v Passauu je bil kanonik, učil pa je tudi na dunajski protestantski šoli. Od leta 1559 je bil profesor etike. Bil je dekan Filozofske fakultete na Dunaju v letih 1552, 1555 in 1562, leta 1564 je postal rektor dunajske univerze in leta 1579 je postal dekan tamkajšnje Teološke fakultete. 
V začetku je bil naklonjen protestantizmu, kasneje je postal dejaven katolik. To pa ga ni rešilo pred tem, da so ga jezuiti obdolžili krivoverstva.
Po SBL naj ne bi zapustil literarnih del, Enciklopedija Slovenije pa navaja, da naj bi v delu delu I. Metznerja Guerela republicae (1566) objavil pesem.